# Vădeni (Brăila)
Vădeni è un comune della Romania di 4 235 abitanti, ubicato nel distretto di Brăila, nella regione storica della Muntenia.
Il comune è formato dall'unione di 3 villaggi: Baldovinești, Pietroiu, Vădeni.